# Carlo Karges
Carlo Karges (Amburgo, 31 luglio 1951 – Amburgo, 30 gennaio 2002) è stato un musicista, compositore e chitarrista tedesco.

## Biografia
Karges è cresciuto con la madre, che viveva sola, ad Amburgo ed ha iniziato a suonare la chitarra e a comporre canzoni mentre era studente. Dopo aver accumulato la sua esperienza suonando dal vivo in vari gruppi, tra cui Gift Tomorrows and Music Orchestra, nel 1971 è stato chitarrista, tastierista e membro fondatore dei Novalis. Nel 1981 entra a far parte, con Gabriele "Nena" Kerner, Rolf Brendel, Jürgen Dehmel e Uwe Fahrenkrog-Petersen, della band Nena.
Ha scritto il testo della canzone più famosa di Nena, 99 Luftballons, uscito nel 1983. L'idea del testo nacque dopo aver partecipato ad un concerto dei Rolling Stones al Waldbühne (il "Forest Theatre") a Berlino Ovest, dove erano stati liberati in aria una grande massa di palloncini. Si chiese come la Germania Est o le forze sovietiche potessero reagire se i palloncini avessero attraversato il muro di Berlino e così egli concepì l'idea per la canzone che parla di una guerra importante derivante da errori di identificazione di una massa di palloncini.
Karges morì all'inizio del 2002, all'età di 50 anni, nella clinica di Eppendorf a causa di un'insufficienza epatica. È sepolto nel cimitero principale di Amburgo, l'Ohlsdorf.